# Buahan Kaja
Buahan Kaja is een bestuurslaag in het regentschap Gianyar van de provincie Bali, Indonesië. Buahan Kaja telt 4010 inwoners (volkstelling 2010).